# Yamdena
Yamdena (viết là Jamdena trong thời thực dân Hà Lan) là đảo lớn nhất của quần đảo Tanimbar tại tỉnh Maluku ở phía đông Indonesia. Saumlaki là đô thị chính trên đảo, nằm ở cực nam của đảo. Đảo có diện tích 2.981 km².
Đảo Yamdena có một dãy các ngọn đồi được rừng rậm bao phủ, chạy dọc theo bờ biển phía đông của đảo, trong khi bờ biển phía tây có độ cao thấp. Vùng rừng trên đảo là nơi định cư của loài trâu hoang dã.
Tiếng Yamdena được nói trên đảo Yamdena và các đảo xung quanh. Ki-tô giáo là tôn giáo chính, song tín ngưỡng thờ cúng tổ tiên vẫn tồn tại. Các ngành thủ công mỹ nghệ trên đảo bao gồm khắc gỗ, thêu trang trí vàng, dệt Ikat (chủ yếu tại đảo Selaru lân cận). Năm 1987, một loài mới của chi Cettia đã được ghi nhận trên đảo.